# Wenfeng (sockenhuvudort i Kina, Jiangxi Sheng, lat 24,96, long 115,63)
Wenfeng (kinesiska: 文峰, 文峰乡) är en sockenhuvudort i Kina. Den ligger i provinsen Jiangxi, i den sydöstra delen av landet, omkring 410 kilometer söder om provinshuvudstaden Nanchang. Antalet invånare är 25 289. Befolkningen består av 12 086 kvinnor och 13 203 män. Barn under 15 år utgör 19,0 %, vuxna 15-64 år 72 %, och äldre över 65 år 7,0 %.
Runt Wenfeng är det ganska tätbefolkat, med 120 invånare per kvadratkilometer. Wenfeng är det största samhället i trakten. I omgivningarna runt Wenfeng växer huvudsakligen savannskog.
Genomsnittlig årsnederbörd är 1 982 millimeter. Den regnigaste månaden är maj, med i genomsnitt 404 mm nederbörd, och den torraste är oktober, med 20 mm nederbörd.